# Horoszów

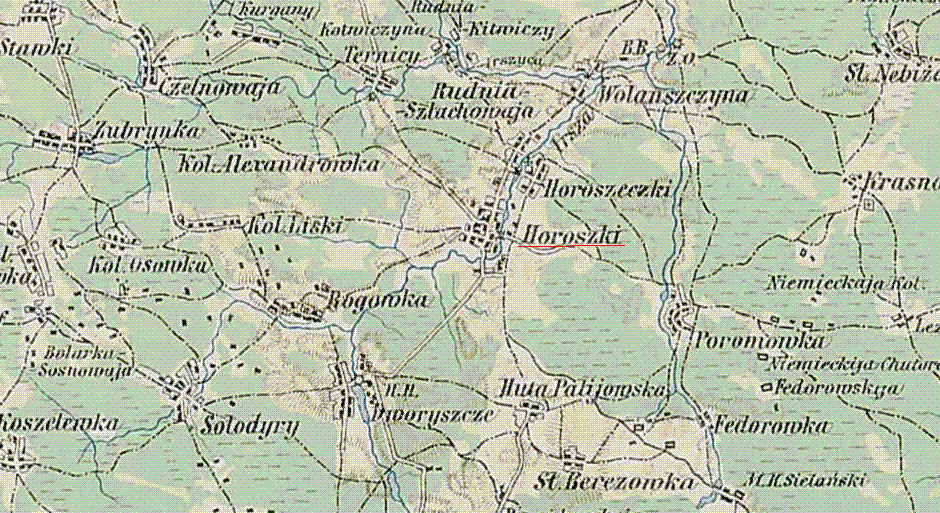
Horoszki na austro-węgier. mapie sztabowej z ok. 1910

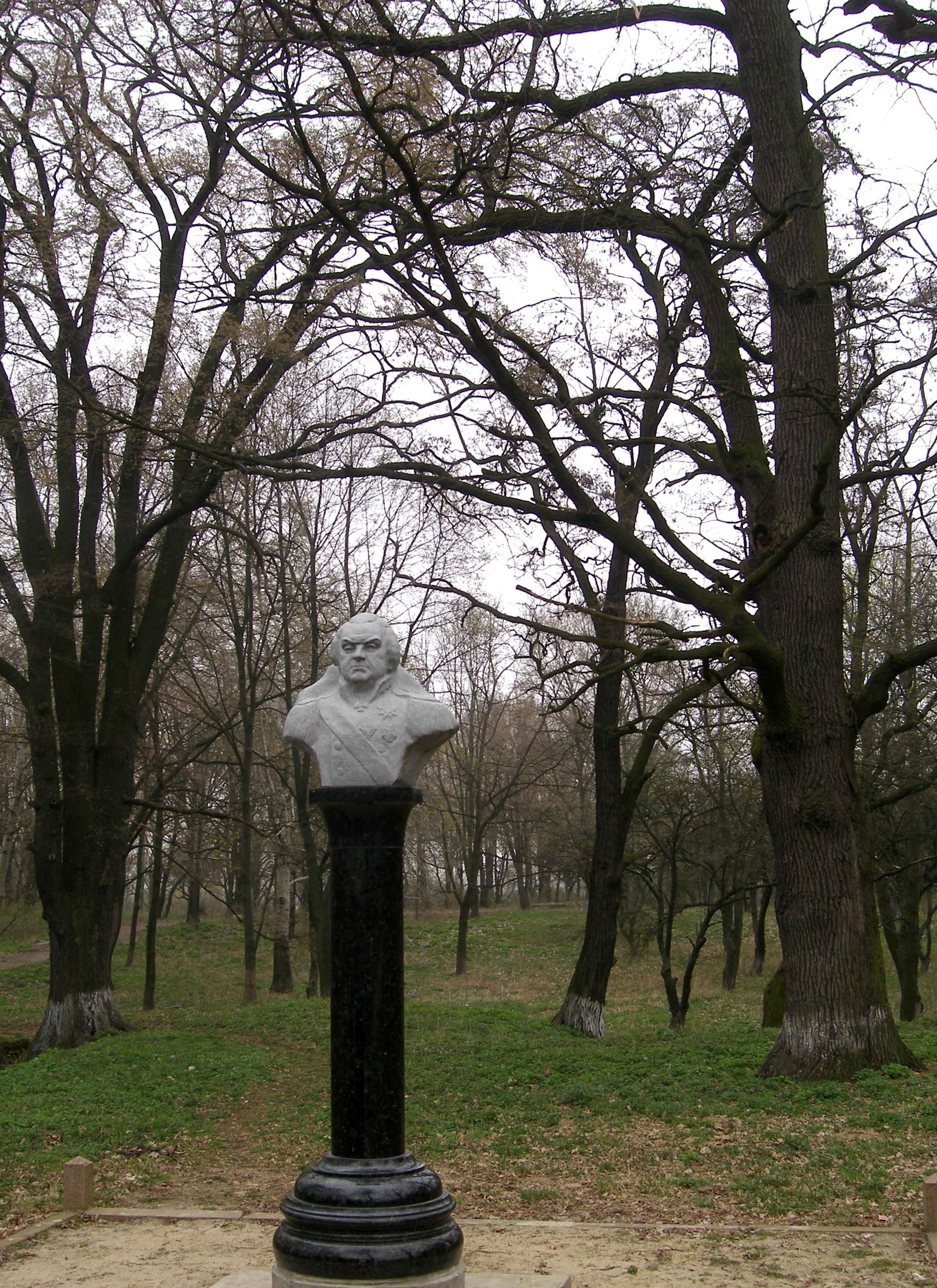
Pomnik M. Kutuzowa

Horoszów (ukr. Хорошiв, Chorosziw; w latach 1927-2016 Wołodarsk Wołyński; hist. Horoszki) – osiedle typu miejskiego na Ukrainie na Polesiu w centralnej części obwodu żytomierskiego, nad rzeką Irszą (dorzecze Dniepru), ok. 150 km od Kijowa; 7,7 tys. mieszkańców (2005); siedziba władz rejonu horoszowskiego.
Ośrodek wydobycia kamienia budowlanego i licowego (granit, labradoryt, gabro) oraz kamieni szlachetnych (akwamaryn, heliodor, topaz) i ozdobnych (kryształ górski, morion, kwarc, cytryn, czarny opal, ilmenit, beryl).
Pomnik rosyjskiego dowódcy M. Kutuzowa, Memoriał Chwały - pomnik ku czci poległych w latach II wojny światowej.
Pod rozbiorami siedziba gminy Horoszki w powiecie żytomierskim guberni wołyńskiej.

## Miasta partnerskie
- Orzysz (Polska)